# Sebastian Urzendowsky
Sebastian Urzendowsky est un acteur allemand né le 28 mai 1985 à Berlin.

## Biographie
Sebastian Urzendowsky a été découvert comme acteur pendant sa scolarité et a joué en 1999 le rôle principal du jeune fan des Beatles Tobias (sous le nom de Sebastian Schmidtke) dans le premier film primé de Hendrik Handloegen, Paul is Dead.
Suivent plusieurs rôles à la télévision et au cinéma. Ainsi, dans Ein Leben lang kurze Hosen tragen, il joue le tueur en série d'enfants Jürgen Bartsch, et dans Guter Junge, aux côtés de Klaus J. Behrendt, le fils replié sur lui-même qui cache un secret inquiétant.
Parmi ses premiers pas au cinéma, on compte des films comme La falaise de Dominik Graf, Au feu! de Hans-Christian Schmid et le drame de Stefan Ruzowitzky récompensé par un Oscar, Les Faussaires. Il a également joué dans le premier film réalisé par Matthias Luthardt, Pingpong, qui a été présenté en avant-première à Cannes en 2006 dans le cadre de la Semaine de la critique.
Alors qu'il suit encore une formation d'acteur (de 2006 à 2010) à l'Université des arts de Berlin, il tourne dans Les Chemins de la liberté de Peters Weir aux côtés de Colin Farrell et Ed Harris. S'ensuit un premier engagement en France pour le film Un amour de jeunesse (Eine Jugendliebe) de la réalisatrice Mia Hansen-Løve. Il revient tourner en France en 2017 pour le film d'art et d'essai dystopique Jessica Forever, dans lequel il a tenu l'un des rôles principaux. Le film a été présenté en première internationale au TIFF de Toronto et en première européenne au Panorama de la Berlinale.
Sebastian Urzendowsky a également joué dans de nombreuses séries et téléfilms dont  la série à succès international Babylon Berlin et dans la nouvelle adaptation de Moi, Christiane F.  diffusée sur Prime Video en 2021.

## Vie privée
Sa sœur est l'actrice Lena Urzendowsky.
Il parle parfaitement le français.

## Filmographie

### Cinéma

#### Longs métrages
- 1999 : Paul is Dead de Henk Handloegten : Tobias
- 2001 : Der Zimmerspringbrunnen de Peter Timm : Mario
- 2002 : La falaise de Dominik Graf : Kai
- 2002 : The Child I Never Was  de Kai S. Pieck  : Jürgen Bartsch jeune
- 2003 : Au feu ! d'Hans-Christian Schmid : Andreas
- 2005 : Take Your Life de Sabine Michel (de): Milan
- 2006 : Pingpong de Matthias Luthardt :  Paul
- 2006 : Un amour de sœur de Ed Herzog (de): Max
- 2007 : Les Faussaires de Stefan Ruzowitzky : Kolya Karloff
- 2008 : Une femme à Berlin de Max Färberböck : un jeune soldat
- 2009 : Le jour viendra (de) de Susanne Schneider (de) : Lucas
- 2007 : Berlin 36 de Kaspar Heidelbach (de): Marie Ketteler
- 2010 : Les Chemins de la liberté de Peter Weir : Kazik
- 2011 : Un amour de jeunesse de Mia Hansen-Løve : Sullivan
- 2014 : La Contrée des orages (Viharsarok) d'Ádám Császi
- 2014 : Backpack de Thorsten Wenning (de): Daniel
- 2015 : Elixir de Brodie Higgs : Desnos
- 2016 : Der Stadtlandliebe de Marco Kreuzpaintner : Bushi
- 2017 : Meet Me in the Woods de Isa Micklitza : Oskar
- 2018 : Jessica Forever de Caroline Poggi et Jonathan Vinel : Michael
- 2019 : Parole donnée de Ilker Çatak : Johann
- 2020 : L'Oiseau de paradis de Paul Manate : Teivi
- 2021 : Die Wahrheit de Matthias Luthardt
- 2023 : Sabbatical  de Judith Angerbauer (de) : Jonathan (en post-production)

#### Courts métrages
- 2004 : Die Gelegenhei de Benjamin Heisenberg: Gerwin
- 2005 : Hofmann und Söhne de Jens Christian Börner: Georg
- 2006 : Salige de Peter Folie : Henrik
- 2007 : Eine Minute Freiheit de David Nawrath (de): Sebastian
- 2007 : 86 am See de Florian Schewe : Jeune homme
- 2008 : Une minute de liberté de David Nawrath (de): Rekrut 5
- 2010 : Die blaue Periode de Sergej Moya (de): Maximilian
- 2010 : WarIsOver de Carlos A. Morelli  : James
- 2012 : Vor Dir de Janin Halisch (de)
- 2015 : Ihr Sohn de Katharina Woll: Gregor
- 2015 : Home de Kai Wido Meyer : Sohn
- 2015 : All Things Shining de Sorel França : Pierre
- 2015 : Point du jour de Nicolas Mesdom : Hans
- 2023 : Das ist keine Figur, das ist Verrat de Romina Küper (de): Stefan Borgert  (en post-production)

### Télévision
- 1998 : Hallo, Onkel Doc! : Ollie Sebald (Saison 4 – épisode 7)
- 2001 : Tatort : Fabian Lobentag (Saison 1 – épisode 488)
- 2002 : Schimanski : Attila (Saison 1 – épisode 11)
- 2003 : Sim Schatten der Macht : Pierre Guillaume (Téléfilm)
- 2003 : Das blaue Wunder : Ben Eiselt (téléfilm)
- 2006 : Drei Schwestern made in Germany : Eli (téléfilm)
- 2006 : Blackout – Die Erinnerung ist tödlich (de)  : Benjamin 'Butsche' Bartkowski (saison 1 – épisodes 1, 5 et 6)
- 2007 :  Deep Water : Nick (téléfilm)
- 2008 : Guter Junge (de) : Sven Maas (téléfilm)
- 2010 : Schurkenstück : Patrick (téléfilm)
- 2011 : Polizeiruf 110 : Mahmud Nasiri  (saison 40 – épisode 8)
- 2012 : La tour : Christian Hoffmann (téléfilm)
- 2013 : Borgia (série télévisée) de Tom Fontana : Juan de Borja Llançol de Romaní (saison 2 – épisodes 3 à 9)
- 2013 : Löwenzahn : Mario (Saison 33 – épisode 8)
- 2015 : Der Staatsanwalt (de) : Ben Frehse (saison 10 – épisode 6)
- 2015 : Division criminelle : Tom Köhler (saison 11 – épisode 19)
- 2016 : Kommissarin Heller – Hitzschla : Damian Kender (saison 1 – épisode 5)
- 2016 : Mitten in Deutschland: NSU (de) : Uwe Böhnhardt (saison 1 – épisodes 1 et 3)
- 2017 : Guerrilla : Friedrich (saison 1 – épisodes 2, 3 et 4)
- 2017 : Helen Dorn (de) : Marek Kurth (téléfilm)
- 2017 :  Honigfrauen: Le Lac des Soupçons (de) : Timo
- 2017: Der Richter : Gernot (téléfilm)
- 2017-2022 : Babylon Berlin (série télévisée) : Max Fuchs
- 2019 : Dengler : Félix Stelter (saison 1 – épisode 5)
- 2020 : Der Überläufer (de)  : Wolfgang Kürschner
- 2021 : Stubbe - Tödliche Hilfe (de) : Alex Wolkow
- 2021  : Moi, Christiane F. : le père de Christiane F
- 2021 : The Allegation : Staatsanwalt Cordelis (saison 1 – épisodes 2, 3, 5, 6 et 7)
- 2022  : Die nettesten Menschen der Welt (de) : Mika/Moto (saison 1 – épisodes 1 à 6)